# Stèle au 27th (Inniskilling) Regiment of Foot
La stèle au 27th (Inniskilling) Regiment of Foot est un monument élevé à la mémoire du 1er bataillon du 27e régiment d'infanterie irlandais de l'armée britannique, sur le site du champ de bataille de Waterloo en Belgique.

## Localisation
La stèle se situe rue du Dimont, à Waterloo dans la province du Brabant wallon en Belgique.
Elle se dresse au bord des champs, au nord de cette rue, en face de la stèle Picton (qui est quant à elle sur le territoire de Lasne), au nord-est du carrefour de la chaussée de Charleroi et de la route du Lion.
Outre la stèle Picton déjà citée, on trouve dans les environs immédiats le Monument aux Belges, le Monument aux Hanovriens, le Monument Gordon et la stèle au 8e régiment d'infanterie de ligne.

## Historique

### Le régiment
Le 27th (Enniskillen) Regiment of Foot était un régiment d'infanterie irlandais de l'armée britannique, fondé en 1689. Il fut rebaptisé 27th (Inniskilling) Regiment of Foot en 1840.
Le 1er bataillon de ce régiment combattit à la bataille de Waterloo en tant que composant de la 10e brigade du général John Lambert dans la 6e Division. Vers 18h30, les Français prirent la Ferme de la Haie Sainte. Après ce succès, ils amenèrent plusieurs canons et prirent les lignes Anglo-Alliées sous leur feu à très courte distance.
Le 1er bataillon du 27th (Inniskilling) Regiment of Foot, fort de 747 hommes, était alors déployé en carré au carrefour où la route d'Ohain croisait la chaussée de Charleroi. À moins de 300 mètres, l'artillerie française lui infligea d'énormes pertes en très peu de temps : à la fin de la journée, le bataillon comptait 493 morts et blessés.

### La stèle
La stèle a été érigée le 18 juin 1990 par les successeurs du 27e (Inniskilling) Regiment of Foot, les Royal Irish Rangers.
En novembre 2011, la stèle fut renversée, pour être remise en place début 2012. À l'automne 2012, la stèle penche à nouveau comme le montre la photo ci-dessus.

## Description
Le monument est une simple stèle en pierre bleue portant une plaque qui rend hommage au régiment :
Au pied de la stèle est posée à certaines périodes une couronne de coquelicots, signe de souvenir aux combattants dans les pays du Commonwealth (Royaume-Uni, Canada, Australie, Nouvelle-Zélande, etc.) depuis la Première Guerre mondiale, connu sous le nom de la Campagne du Coquelicot (Remembrance poppies).

Stèle au 27th (Inniskilling) Regiment of Foot
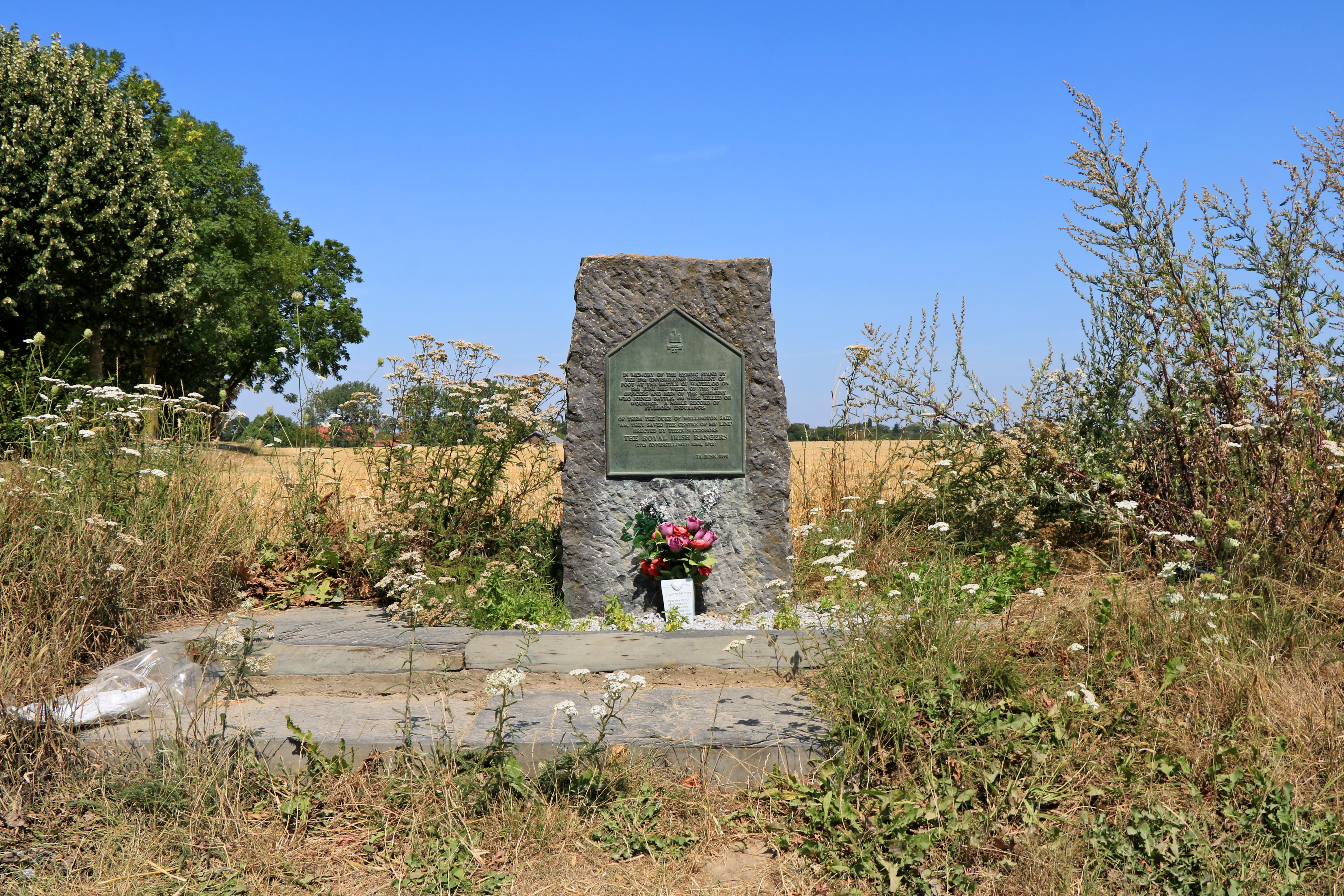
Vue générale du site.
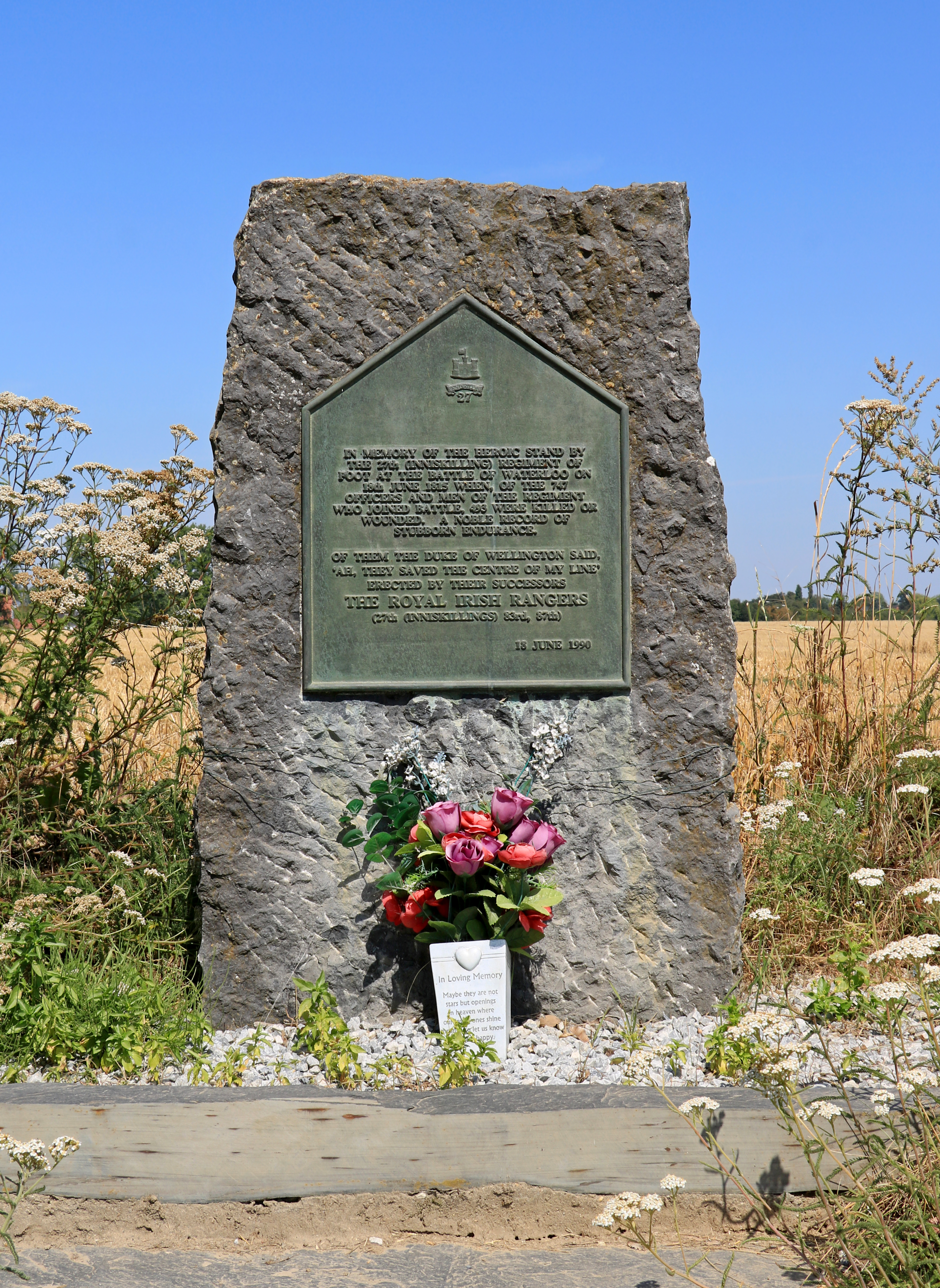
Stèle.
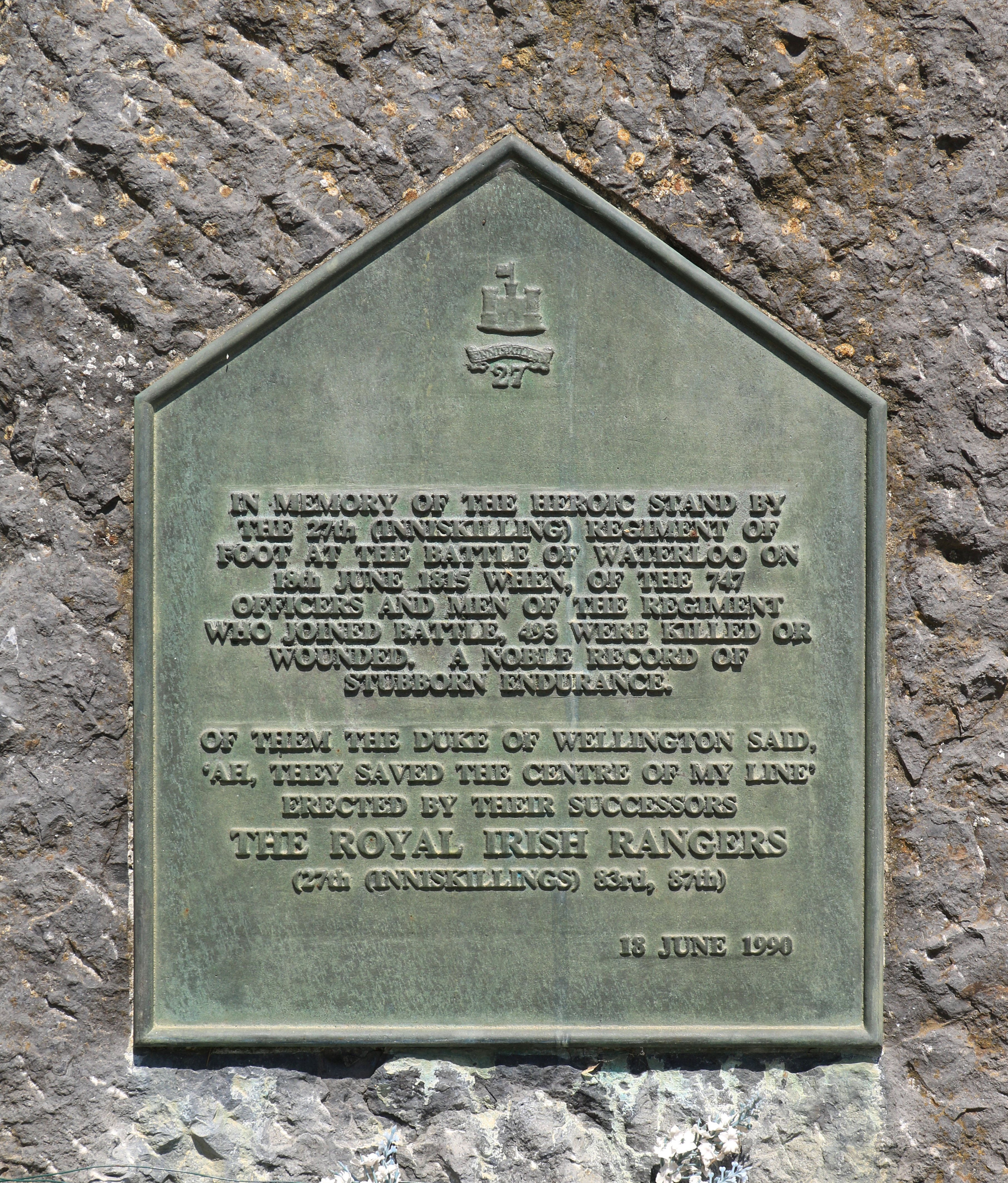
Plaque.